# Studor v Bohinju
Studor v Bohinju (IPA: [stuˈdɔɾ w bɔˈxiːnju]) è un insediamento (naselje) di 109 abitanti, della municipalità di Bohinj nella regione statistica dell'Alta Carniola in Slovenia.